# Facultad de Ingeniería Ensenada (UABC)
Centro de Estudios a nivel licenciatura y posgrado perteneciente a la Universidad Autónoma de Baja California UABC. Ubicada en la ciudad de Ensenada, Baja California, México.

## Carreras
Actualmente la Facultad de Ingeniería Ensenada cuenta con los programas de:
Certificadas
- Ingeniería Electrónica
- Ingeniería en Computación
- Ingeniería Civil
- Ingeniería Industrial (acreditadas por CIEES y CACEI en 2008-2)
- Bioingeniería

En proceso de certificación
- Bioingeniería
- Nanotecnología

## Posgrado
La Facultad de Ingeniería Ensenada ha ofrecido tres programas de posgrado desde que inició como Facultad en el año 2000.
- Maestría en Ingeniería
- Maestría y Doctorado en Ciencias e Ingeniería (MyDCI)
- Maestría en Tecnologías de la Información y de la Comunicación (MTIC)

La Maestría en Ingeniería inicia en el año 2000, y el primer egresado de la primera generación obtiene el grado el 4 de septiembre de 2002. Este programa de posgrado es sustituido prácticamente (aunque está registrado aún) por el MyDCI en el 2004, el cual es un programa en el que participan varias Facultades e Institutos de la UABC. En el 2005 inicia la MTIC con sede en Ensenada en la Facultad de Ciencias Administrativas y Sociales (FCAyS). Tanto el MyDCI y MTIC se encuentran en el padrón de excelente de CONACYT, lo cual les permite becar a estudiantes.

## Historia
- 27 de noviembre de 1982, El H. Consejo Universitario crea la carrera de Ingeniería Civil en Obras Portuarias
- 15 de agosto de 1983 entra en funciones
- 1986 Creación Oficial de la Facultad de Ingeniería en Ensenada

Las actividades se iniciaron con una población escolar de 55 alumnos, en un salón de la Escuela Superior de Ciencias Marinas (hoy Facultad). En esta misma época, el Arq. Rubén Castro Bojórquez inauguró las instalaciones propias, las consistían en un edificio de una planta. Dicho edificio albergaba oficinas administrativas, dos aulas, una sala audiovisual y cuatro oficinas para maestros. En esta primera etapa las funciones de Director las desempeñó el MC Miguel Mario Juárez Villarreal quien había sido contratado desde marzo de 1983 para que trabajará en la implementación de la carrera. 
La persona que inicialmente se encargó de la labor secretarial fue María Jesús Hernández Vázquez quien fue sustituida en los últimos días de ese mes inicial de agosto por la Sra. Hilda Sánchez, apodada por los estudiantes como “la directora”. La Sra. Sánchez trabajó en esta Facultad hasta jubilarse el año 2004 de forma casi ininterrumpida, ya que durante 4 años dejó su labor para fungir como Secretaria General del Sindicato de Trabajadores Universitarios que agrupa a personal administrativo. Después de ella, fueron contratadas varias secretarias, algunas por poco tiempo y otras todavía en funciones como Sara, Luisa y Ana, además de un secretario, Eliud.

### Primeros Docentes
Los profesores que impartieron clases a aquella primera generación fueron:
- M.C. Miguel Mario Juárez Villarreal Actualmente impartiendo clases
- Ing. Edgar Blessing Gómez
- M.C. Héctor Ernesto Reynoso Nuño
- Dra. Elizabeth Orellana Cepeda Actualmente impartiendo clases en Fac. Cs. Marinas
- M.C. Fortunato Espinoza Barreras (ahora doctor) Actualmente impartiendo clases

En enero de 1986 inició sus funciones el segundo director Ing. Marco Antonio Uribe Rojo, a raíz de la renuncia del M.C. Miguel Mario Juárez Villarreal quien se dedicó a partir de entonces a negocios familiares. Tanto el M.C. Juárez Villarreal como el Ing. Uribe Rojo, fungieron como directores aunque el cargo se formalizó más tarde de una manera muy curiosa: el MC Espinoza, quien trabajaba como coordinador académico y quería ser subdirector académico, asignó el nombramiento de director al Ing. Uribe en el documento de asignación de actividades semestrales en el llamado Movimiento de Personal Docente y a partir de entonces se estandarizó el funcionamiento administrativo de esta Escuela con el resto de las que funcionaban en el campus universitario. Realmente el cambio fue solamente en el papel ya que todo mundo trataba primero al M.C. Juárez y después al Ing. Uribe como directores aunque su nombramiento oficial fuera el de coordinador.
En agosto de 1987 el Lic. Héctor Manuel Gallego García, entonces rector de nuestra Universidad, inauguró el Edificio de Laboratorios de la Escuela integrado por un laboratorio de Resistencia de Materiales y Mecánica de Suelos, un almacén y un aula. En fecha posterior se inauguró un tanque de olas para el laboratorio de Hidrodinámica Marítima. Este tanque fue demolido para ampliar la biblioteca. La infraestructura ha crecido contando actualmente nuestra Facultad con varios edificios y laboratorios que dan servicio a más de 1000 alumnos de cuatro carreras de ingeniería: civil, electrónica, computación e industrial.
A principios de 1988 se concluyó la reestructuración de la carrera de Ingeniería Civil en Obras Portuarias, desapareciendo esta carrera e implementándose la de Ingeniería Civil, la cual inició su funcionamiento en agosto de ese año.
En octubre de 1988, la Comisión de Planeación y Desarrollo Universitario y la Escuela de Ingeniería Ensenada, presentaron al rector, Lic. Alfredo Félix Buenrostro Ceballos, el proyecto de la creación de la carrera de Ingeniería Electrónica. Posteriormente fueron creadas las carreras de Ingeniería en Computación e Industrial.

### Cargo de director
El Ing. Marco Antonio Uribe fue director interino hasta el verano del año 1995 cuando fallece víctima de cáncer. Le sustituye el subdirector académico, Ing. Felipe de Jesús Ricalde Lugo hasta las elecciones donde surge como director el M.C. Manuel Corona Domínguez quien muere un año después, trágicamente en un accidente en la carretera Tijuana-Ensenada, sucediéndole el subdirector académico M.C. Juan Iván Hipólito Nieto. En 1997, el M.C. José de Jesús Zamarripa Topete inicia sus funciones de Director de la escuela hasta el 16 de septiembre de 2004 cuando renuncia para acompañar al Rector en Mexicali como encargado de proyectos especiales. El cargo de director interino es ocupado por el Dr. Óscar Roberto López Bonilla en 2004, quien es elegido por el rector Alejandro Mungaray Lagarda en 2005 y reelecto en 2009 para el cargo de director que actualmente ocupó hasta diciembre de 2010 cuando pasó a ser vicerrector y entró como director interino Joel Melchor Ojeda Ruiz quien en noviembre de 2011 dejó el puesto por ser elegido por la junta de gobierno como nuevo director a Iván Nieto Hipólito, actual director.

## Fundadores
En agosto de 1990 inició sus clases la primera generación de alumnos de la Especialidad en Desarrollo Portuario, creada a partir de la carrera de Ingeniería Civil en Obras Portuarias que desaparece ampliándose el perfil de egreso para quedar como Ingeniería Civil. En febrero de 1991 se iniciaron actividades con el plan de estudios de la nueva carrera de Ingeniería Civil, ahora reestructurada y homologada con la Escuela de Ingeniería Mexicali. Posteriormente los planes de estudios volvieron a ser reestructurados generándose los planes 1994-2, 2003-1 y el actual 2008-1.
El primer profesor de carrera de tiempo completo (desde el 28 de junio de 1983) fue el MC Miguel Mario Juárez Villarreal quien inició sus actividades como profesor de asignatura el 30 de marzo de 1981 en la Facultad de Ciencias Marinas. Tuvo un contrato por honorarios del 1 de marzo al 30 de abril de 1983 para coordinar los estudios para la implementación de la carrera de Ingeniería Portuaria y Pesquera y posteriormente se le nombra coordinador de la carrera de Ingeniería Civil en Obras Portuarias. En 1985, como ya se mencionó renuncia regresando como maestro de asignatura en 1993 y profesor de carrera de tiempo completo a partir del ciclo 2005-2.
	A partir del 15 de agosto de 1983 inicia sus labores, junto con el inicio de clases, el MC Fortunato Espinoza Barreras, Decano de la Facultad, recibiendo el nombramiento de profesor de tiempo completo a partir de enero de 1985. Se suceden más contrataciones de profesores de tiempo completo, el Ing. José Gustavo Morales Nava en el mismo año y al siguiente la de los ingenieros Herminio Estrada Alvarado y Felipe de Jesús Ricalde Lugo. En 1987 se incorpora a la planta de maestros proveniente de la Facultad de Ciencias Marinas el Decano del Campus Ensenada, Ing. César Obregón Martínez Sanz, en 1989 el Ing. Joel Melchor Ojeda Ruiz quien fue el primer coordinador de la carrera de ingeniería civil, en 1990 el Ing. Joel Hernández Blanquet, en 1994 el Ing. Manuel Othón Figueroa Nolasco, en 2001 los ingenieros Alberto Parra Meza y Pablo Andrés Rousseau Figueroa (actual subdirector) y en 2004 el Dr. Pedro María Sánchez, quien al año se retira con permiso para incorporarse a CALTRANS (transportes de California) en Estados Unidos.
	Gracias al programa de Formación Docente de la UABC, la mayoría de los profesores aumentaron sus grados académicos siendo ellos el MC Espinoza a otra maestría y un doctorado, los ingenieros José Gustavo Morales Nava, Joel Melchor Ojeda Ruiz, Joel Hernández Blanquet, Alberto Parra Meza y Pablo Andrés Rousseau Figueroa a maestros en ingeniería y, con estudios parciales de maestría, los ingenieros César Obregón Martínez Sanz, Felipe de Jesús Ricalde Lugo y Manuel Othón Figueroa Nolasco.
	Los coordinadores de la carrera de Ingeniería Civil han sido los siguientes ingenieros en orden cronológico, Joel Melchor Ojeda Ruiz, Felipe de Jesús Ricalde Lugo, Joel Hernández Blanquet, Manuel Othón Figueroa Nolasco, José Gustavo Morales Nava, Alberto Parra Meza, Pablo Andrés Rousseau Figueroa y Joel Hernández Blanquet en una segunda ocasión.
coordinador	de	hasta
Ing. Joel Melchor Ojeda Ruiz	198	198
Ing. Felipe de Jesús Ricalde Lugo	198	
Ing. Joel Hernández Blanquet		
Ing. Manuel Othón Figueroa Nolasco		
Ing. José Gustavo Morales Nava	2004	
Ing. Alberto Parra Meza	2004	2004
MI Pablo Andrés Rousseau Figueroa	2004	2005
MI Joel Hernández Blanquet	2005	
Coordinadores de la carrera de Ingeniería Civil
	En febrero de 1998 se llevó a cabo la evaluación de los programas y planes de estudio vigentes en la Facultad de Ingeniería, con apoyo del Comité de Ingeniería y Tecnología de CIEES. Con base en los resultados obtenidos en esta evaluación se recomendó, entre otras cosas, reforzar las ciencias básicas con asignaturas de matemáticas, química, termodinámica, física, adecuar las materias humanísticas y disminuir el contenido de la ingeniería aplicada atendiendo los indicadores propuestos por CACEI.

## Eventos

### Semana de Ingeniería
La Semana de Ingeniería es un evento que se inicia en 1988 (en 2012 corresponde a la edición XXIV), y se originó cuando la unidad académica solo contaba con la carrera de Ingeniería Civil, por lo que esta celebración estaba muy ligada a la celebración del día de la Santa Cruz. Con el tiempo, y tras la incorporación de nuevas carreras, este evento ha involucrado todas las áreas de la ingeniería.
La Semana de Ingeniería es un evento donde se fomenta la convivencia académica, cultural, social, deportiva y recreativa entre alumnos, profesores y personal administrativo, promoviendo el trabajo en equipo, así como la tolerancia y el respeto.

## Sitios Web Externos
- Sitio oficial UABC http://www.uabc.mx/
- Facultad de Ingeniería Ensenada http://ing.ens.uabc.mx/
- Ingeniería Electrónica https://web.archive.org/web/20081207051443/http://electronica.ens.uabc.mx/
- MyDCI http://posgradofie.uabc.mx
- MTIC https://web.archive.org/web/20161021060236/http://mtic.uabc.mx/

- Datos: Q5854982